# Список религий

## Мировые религии
К основным мировым религиям традиционно относят такие направления, как:
- Христианство

Самая крупная по числу верующих религия в мире. Распространена по всему миру, и является религией большинства в Европе, Африке и Америке. Представлена на всех континентах и во всех странах мира. 
- Ислам

Самая молодая из мировых религий. Распространён преимущественно на Ближнем Востоке, Северной Африке, Центральной Азии и Индонезии. 
- Буддизм

Самая древняя из мировых религий. В отличие от христианства и ислама, не насчитывает 1 миллиарда верующих. Преобладает в Тибете, Юго-Восточной Азии, Монголии и, частично, Индии. 
Отличаются мировые религии прозелитическим характером. Индуизм и иудаизм к мировым религиям обычно не относятся, так как носят более национальный характер.
Мировыми религиями, в определённые периоды истории, можно назвать, например, зороастризм в период персидского господства (IV в. до н.э.— III в. н.э.) или манихейство в III-VI века.

## Авраамические религии
Авраамические религии — это группа монотеистических религий, происходящих из древней традиции, которую возводят к легендарному прародителю семитских племён Аврааму.

### Иудаизм

#### Раввинистический иудаизм
- Ортодоксальный иудаизм
  - Харедим
    - Ашкеназы-харедим
      - Хасидизм
        - Хабад
        - Гурские хасиды
        - Сатмарские хасиды
        - Чернобыльские хасиды

      - Литваки (миснагдим)

    - Сефарды-харедим
    - Мизрахим-харедим
    - Хареди-леуми

  - Ортодоксальный модернизм
    - Религиозный сионизм

  - Нетурей карто
- Консервативный иудаизм
- Реформистский иудаизм
- Прогрессивный иудаизм

#### Нераввинистический иудаизм
- Самаритяне
- Караимизм
- Хайманот (Фалаши)
- Гуманистический иудаизм
- Реконструктивистский иудаизм
- Иудеохристианство
  - Движение святого имени[англ.]
  - Еврейские корни[англ.]
  - Еговисты-ильинцы
  - Макуя
  - Мессианский иудаизм
  - Чёрные евреи
  - Субботники
- Бней Ноах
- Каббалистический иудаизм

#### Исторические течения
- Ессеи
- Фарисеи
- Саддукеи
- Зелоты
  - Сикарии
- Эллинистический иудаизм
- Саббатианство
- Терапевты

### Христианство

#### Доэфесские церкви
- Ассирийская церковь Востока
- Древняя Ассирийская церковь Востока

#### Древневосточные православные церкви
- Армянская апостольская церковь
- Коптская православная церковь
- Эфиопская православная церковь
- Эритрейская православная церковь
- Сирийская православная церковь
- Маланкарская православная церковь

#### Православие
- Вселенское православие
- Православные церкви вне общения со Вселенским православием
  - Старообрядчество
  - Истинно-православная церковь
    - Катакомбная церковь
    - Старостильные церкви

#### Католицизм
- Католическая церковь
- Восточнокатолические церкви
- Старокатолицизм[2]
- Католики-традиционалисты

#### Протестантизм
- Протопротестантизм[англ.]
  - Братья и сёстры свободного духа (историческая)
  - Вальденсы
  - Гуситы
    - Чешские братья
      - Моравская церковь

  - Стригольники (историческая)
- Лютеранство[2]
- Кальвинизм[2]
  - Пресвитерианство
  - Конгрегационализм
- Анабаптизм[2]
  - Меннонитство
  - Гуттериты
  - Амиши
  - Швенкфельдиане
  - Братья (данкеры)
- Англиканство[2]
- Методизм
  - Движение святости
- Баптизм
- Квакерство
  - Шейкеры
- Плимутские братья
- Реставрационизм
- Ирвингиане
- Адвентизм
- Пятидесятники
  - Харизматическое движение

#### Антитринитаризм
- Унитарианство
- Сведенборгиане
- Мормонизм[2]
- Кристадельфиане
- Исследователи Библии
  - Свидетели Иеговы[2]
- Христианский универсализм

#### Духовное христианство
- Хлысты
  - Новый Израиль
  - Старый Израиль
- Скопцы
- Духоборцы
- Молокане
- Чуриковцы

### Гностицизм
- Мандеи

#### Исторические течения
Христианский гностицизм
- Сердониане
  - Маркиониты
- Симониане
- Эбиониты

Поздний гностицизм
- Борбориты
- Герметизм
- Каиниты
- Карпократы
- Офиты
- Розенкрейцеры

Средневековый гностицизм
- Богомилы
- Катары / Альбигойцы
- Павликиане
- Тондракийцы

Персидский гностицизм
- Манихейство

Сиро-халдейский гностицизм
- Сифиане
  - Бардесаниты

Исламский гностицизм
- Карматизм

### Ислам

#### Сунниты[2]
- Акиды
  - Мутакаллимы (Калам)
    - Асхаб ар-рай
      - Ашариты
      - Матуридизм
      - Мутазилиты
      - Дирариты (историческая)

  - Ахль аль-хадис
    - Асариты

  - Куллябиты
  - Салафиты
    - Ваххабиты
    - Мадхалиты
    - Ахли-Хадис[англ.]

  - Салимиты
  - Хашавиты
  - Джабариты
  - Кадариты
  - Каррамиты
  - Мурджииты
  - Муджассимиты
  - Джахмиты
  - Альмохадизм (историческая)
- Мазхабы
  - Канонические мазхабы
    - Маликитский мазхаб
    - Ханафитский мазхаб
    - Ханбалитский мазхаб
    - Шафиитский мазхаб

  - Ранние мазхабы (исторические)
    - Аузаитский мазхаб
    - Джариритский мазхаб
    - Захиритский мазхаб
    - Лайситский мазхаб
    - Сауритский мазхаб

  - Безмазхабность

#### Хариджиты[2]
- Мухаккимиты
  - Ибадиты
  - Азракиты
  - Суфриты
  - Надждиты
  - Байхаситы
  - Аджрадиты
  - Маймуниты
  - Саалабиты
  - Язидиты

#### Шииты[2]
- Гулат
  - Алавиты[2]
  - Алевиты
  - Базигиты
  - Гурабиты
  - Дамийты
  - Кайсаниты
  - Сабаиты
  - Яфуриты
- Шейхиты
- Али-илахи
- Друзы
- Зейдиты
- Мухаммадиты (историческая)
- Исмаилиты[2]
  - Низариты
  - Мусталиты
    - Хафизиты
    - Сулейманиты[англ.]
    - Даудиты
    - Алави Бохра[англ.]
- Шииты-двунадесятники
  - Усулиты
    - Джафариты

  - Ахбариты

#### Суфизм[2]
- Бекташи
- Кадырия[2]
- Накшбанди[2]
- Ниматуллахи
- Тиджанийа[2]
- Чишти
- Айссауа
- Бадавия
- Байрамия
- Даркавия
- Дисукия
- Каландария
- Кубравия
- Мевлеви
- Рифаия
- Санусия
- Сефевие
- Сухравардия
- Халватия
- Шазилия
- Ясавия
- Неосуфизм
  - Интернациональный Суфийский Орден

#### Другие исламские течения
- Ахмадие
- Джадидизм
- Исламский либерализм (евроислам)
- Кораниты
- Махдави[англ.]*
- Нация ислама
- Народ богов и земель

### Бабизм
- Азалиты
- Бахаи

## Индийские (дхармические) религии
Религии, возникшие на территории Индии или традиционно связанные с Индией.

### Индуизм

#### Вишнуизм
- Брахма-сампрадая
  - Харидаса[англ.]
  - Гаудия-вайшнавизм
    - Гаудия-Сарасвата-сампрадая
      - Международное общество сознания Кришны

    - Традиционные паривары

  - Радхаваллабха-сампрадая
  - Сахаджия
- Кумара-сампрадая
- Рудра-сампрадая
  - Пуштимарга
  - Чаран-даси
- Шри-вайшнавизм
  - Вадагалаи
    - Мунитрая-сампрадая[англ.]

  - Тенгалаи
    - Манавала Мамунигал сабха

  - Рамананди
    - Бальмики[англ.]
    - Капади[англ.]

  - Кабирпантх
  - Дадупантх
  - Сваминараян
- Варкари
- Маханубхава[англ.]
- Пранами[англ.]
- Экасарана-дхарма[англ.][3]

#### Шиваизм
- Агхори
- Ганапатья
- Капалика
- Каумара
- Кашмирский шиваизм
  - Трика
  - Кубджикамата[англ.]
- Лингаята (Вирашиваизм)
- Натха
  - Инчегири-сампрадая[англ.]
- Пашупата
- Шайва-сиддханта[3]

#### Другие
- Шраута
- Шактизм
  - Кали-кула
  - Шри-кула[3]
- Тантризм
  - Баулы
- Смартизм
- Индуизм в Индонезии
- Неоиндуизм (Реформаторские движения в индуизме)
  - Арья-самадж
  - Брахмо-самадж
  - Общество Рамакришны

#### Школы и течения философии индуизма
- Ньяя
- Вайшешика
- Веданта (уттара-миманса)
  - Адвайта
  - Вишишта-адвайта
  - Двайта
- Миманса
- Санкхья
- Йога
  - Бхакти-йога, бхакти
  - Сахаджа-йога
  - Сурат-шабд-йога
  - Тантрическая йога
  - Хатха-йога

### Буддизм

#### Тхеравада
- Амарапур-никай[англ.]
- Сиам-никай[англ.]
- Рамання-никай[англ.]
- Сангхарадж-никая[англ.]
- Махастхабир-никая[англ.]
- Тхудхамма-никая[англ.]
- Шведжин-никая[англ.]
- Маха-никай[англ.]
  - Дхаммакая[англ.]
  - Тайская лесная традиция[англ.] (камматтхана)

#### Махаяна
- Мадхъямака
  - Прасангака
  - Сватантрика
  - Саньлунь («школа трёх трактатов»)
    - Санрон
- Нитирэнизм[4]
  - Нитирэн-сю
  - Сока Гаккай
- Теория Татхагатагарбхи
  - Дашабхумика[англ.]
  - Хуаянь
    - Хваом
    - Кэгон
- Йогачара
- Чань / Дзэн / Сон / Тхиен

#### Ваджраяна
- Сингон
- Тибетский буддизм
  - Гэлуг
  - Кагью-па
  - Ньингма-па
  - Сакья-па
  - Джонанг-па
  - Дзогчен
- Ари

#### Необуддизм
- Общество друзей Западного буддийского ордена[англ.]

### Джайнизм
- Дигамбары
- Шветамбары

### Дин-и иллахи
- Дин-и иллахи

## Этнические религии

### Афразийские
- Берберская религия[англ.]
- Зар (культ)

### Уральские
- Марийская традиционная религия
- Эрзянская (мордовская) религия
- Саамская религия
- Удмуртская религия[англ.]

### Алтайские
- Тюрко-монгольское тенгрианство
  - Аар Айыы
  - Бурханизм
  - Ваттисен йали
- Маньчжурский шаманизм

### Китайские
- Конфуцианство
- Даосизм
  - Народный даосизм[англ.]
  - Яо даосизм[англ.]
- Нуо[англ.]
- Народные секты[англ.]
  - Игуаньдао
- Луоизм

### Тибето-бирманские
- Бон
- Батоизм[англ.]
- Бенжуизм[англ.]
- Бимоизм[англ.]
- Бонгтинизм[англ.]
- Бурмисская религия[англ.]
- Доньи-Поло
- Киратизм[англ.]
- Санамахизм[англ.]
- Херака[англ.]
- Цянская религия[англ.]

### Корейские
- Корейский шаманизм
- Чхондогё
- Джынг Сандо[англ.]

### Японские
- Синтоизм
- Сюгэндо
- Тенрикё
- Рюкюская религия

### Тайскиеимяо
- Ахомская религия[англ.]
- Тайская Сатсана Пхи[англ.]
- Хмонгизм[англ.]
- Чжуанская религия[англ.]

### Австроазиатские
- Вьетнамская народная религия[англ.]
  - Каодай
  - Дао мау[англ.]
  - Хоахао
- Сантальская религия

### Австронезийские
- Батакские пармалим[англ.] и пемена[англ.]
- Даякские кахаринган[англ.] и момолианизм[англ.]
- Малайская народная религия[англ.]
- Полинезийские религии
  - Гавайская религия
  - Мифология маори
- Сумбанское марапу[англ.]
- Сунданский вивитан[англ.]
- Филиппинские народные религии[англ.]
  - Тагальская религия[англ.]
- Яванский кеджавен[англ.]

### Африканские
- Аканская религия[англ.]
- Мифология банту[англ.]
  - Зулусская религия[англ.]
  - Религия конго[англ.]
- Бвити
- Бушменская мифология[англ.]
- Вуду
- Религия динка
- Религия игбо
- Религия йоруба[англ.]
  - Ифа
- Религия серер[англ.]
- Религия фон и эве
- Афроамериканские религии[англ.]
  - Кандомбле
  - Сантерия
  - Умбанда

### Индейские
- Религия абенаки[англ.]
- Религия анишинаабе[англ.]
- Арауканская религия[англ.]
- Религия блэкфут[англ.]
- Мифология гуарани
- Делаварская религия[англ.]
- Религия зуни[англ.]
- Ирокезские религии[англ.]
  - Гуронская религия[англ.]
  - Религия сенека[англ.]
  - Религия длинного дома[англ.]
- Религии индейцев Калифорнии[англ.]
  - Мивокская религия[англ.]
  - Религия олони[англ.]
  - Помоанская религия[англ.]
- Религия квакиутл[англ.]
- Крикская религия[англ.]
- Религия лакота[англ.]
- Мезоамериканские религии[англ.]
  - Ацтекская религия
  - Религия майя
  - Религия пурепеча[англ.]
- Мидевивин[англ.]
- Мифология муисков
- Религия навахо
- Религия нутка[англ.]
- Религия пауни[англ.]
- Сиуанские религии[англ.]
- Религия хайда[англ.]
- Религия хопи[англ.]
- Цимшианская религия[англ.]
- Религия чероки[англ.]
- Чикасавская религия
- Религия чилоэ[англ.]
- Чоктавская религия[англ.]
- Религия юте[англ.]
- Церковь коренных американцев

### Другие этнические
- Религия австралийских аборигенов
- Абхазская религия
- Папуасская мифология
- Сибирский шаманизм
- Эскимосская мифология
- Осетинская традиционная религия
- Езидизм

## Эзотеризм, мистицизм, оккультизм и магия
- Эзотерическое христианство
- Эзотерический ислам
- Христианский мистицизм
- Исламский мистицизм
- Еврейский мистицизм
- Мартинизм
- Мехер Баба[5]
- Орден розенкрейцеров
- Оккультный нацизм
- Церемониальная магия
  - Енохианская магия
  - Гоетическая магия

## Новые религиозные движения и учения
- Агни-йога (Рериховское движение)
- АллатРа
- Анастасийцы (Звенящие кедры России)
- Антропософия
- Белое братство
- Брахмоизм[англ.]
- Всемирное белое братство
- Джедаизм
- Дудеизм
- Ивановцы
- Модекнгеи
- Неошаманизм
- Неоязычество (Список неоязыческих движений)
  - Асатру
  - Викка
  - Кавказское неоязычество
    - Абхазское неоязычество[англ.]
      - Совет жрецов Абхазии

    - Адыгэ Хабзэ

  - Славянское неоязычество
    - Родноверие
    - РУН-вера
    - Русский ведизм

  - Румынское неоязычество
  - Кельтское неоязычество
  - Романское неоязычество
  - Семитское неоязычество
    - Зуизм

  - Кеметизм
  - Ромува
  - Эллинизм
  - Финно-угорское неоязычество
    - Уконуско
    - Таарауск

  - Тенгрианство
- Новое мышление
- Новый Акрополь
- Нью-эйдж
- Ошо-движение
- Путь предков
- Радастея
- Растафарианство
- Религии НЛО
  - Академия наук Юнариуса[англ.]
  - Вселенные люди
  - Нация ислама
  - Небесные врата[англ.]
  - Общество Этериуса[англ.]
  - Раэлиты
  - Универсальная промышленная церковь утешителя нового мира
  - Урантия
  - Церковь недомудреца
  - Чен Тао[англ.]
  - Fiat Lux[англ.]
- Роза Мира
- Рэйки
- Саентология
- Сатанизм
- Спиритуализм
- Субуд
- Телема
- Теософия Елены Блаватской
- Трансцендентальная медитация
- Универсализм
- Фалуньгун
- Церковь Всемогущего Бога
- Церковь объединения
- Четвертый путь
- Японские новые религии
  - Оомото

## Пародийные религии
- Дискордианизм
- Церковь эвтаназии
- Пастафарианство
- Миссионерская церковь копимизма
- Невидимый Розовый Единорог

## Другие течения
- Антропотеизм
- Деизм
- Гуманизм
- Джедаизм
- Мизотеизм
- Универсальная церковь жизни

## Исторические (исчезнувшие) религии
- Первобытная религия[англ.]
  - Палеолитическая религия[англ.]
- Индская религия
- Древнеегипетская религия
  - Атонизм
- Шумеро-аккадская мифология
- Западносемитская мифология
- Арабская мифология
- Сомалийская мифология
- Эфиопская мифология
- Религия суахили
- Религия Урарту
- Этрусская мифология
- Баскская мифология
- Грузинская мифология
- Вайнахская мифология
- Праиндоевропейская религия
- Хеттская религия
- Армянская мифология
- Албанская мифология
- Фракийская мифология
- Древнегреческая религия
  - Мистерии
  - Орфизм
  - Гностицизм
  - Герметизм
  - Греко-буддизм
- Римская религия
  - Галло-римская религия[англ.]
  - Митраизм
- Карфагенская религия
- Маздаизм
- Манихейство
  - Маздакизм
- Скифская мифология
- Германское язычество
  - Скандинавская мифология
  - Франкская мифология
- Кельтское язычество
  - Друиды
- Балтийская мифология
- Славянское язычество
  - Лунунсунское учение
- Карело-финская мифология
- Меланезийская мифология
- Микронезийская мифология
  - Традиционные верования Науру
- Религия островов Кука[англ.]
- Религия тонга[англ.]
- Рапануйская мифология
- Мифология айнов
- Гуанчские религии[англ.]
- Мифология инков
- Ольмекская религия[англ.]
- Тольтекская религия
- Сапотекская религия[англ.]
- Огнеземельские религии[англ.]
  - Селькнамская религия[англ.]

## Религии по странам
- Буддизм по странам
- Индуизм по странам
- Ислам по странам
- Иудаизм по странам
- Христианство по странам
  - Католицизм по странам
  - Православие по странам
  - Протестантизм по странам
- Саентология по странам

## Таблица
| Религия                         | Священные тексты                                                           | Язык(и)                                                              | Объект поклонения                                                                             | Философия религии                                                             | Первые упоминания                                                  | Географические регионы                            |
| Зороастризм                     | Авеста                                                                     | Авестийский                                                          | Ахура Мазда, Зороастр                                                                         | Философия зороастризма, дуализм (Добрый Бог, Злой Бог)                        | X—VIII вв. до н. э.                                                | Большой Иран, Хорезм                              |
| Индуизм                         | Веды, Дхармашастры                                                         | Санскрит                                                             | 10 Аватар Вишну (Кришна, Рама и др.), Шива, Шакти, и др.                                      | Индийская философия (Веданта), карма, реинкарнация, вегетарианство, Генотеизм | Около 1500-1000 гг. до н.э. (появляется Ригведа)                   | Индия, Юго-Восточная Азия                         |
| Иудаизм                         | Танах (Тора, Пророки, Писания) (Ветхий Завет), Талмуд                      | Иврит, Арамейский                                                    | Иегова                                                                                        | Еврейская философия, монотеизм                                                | Около XIII в. до н. э.                                             | Древний Египет, Израиль                           |
| Христианство                    | Библия (Ветхий и Новый Завет)                                              | Арамейский, Греческий, Латинский, Коптский, Церковнославянский и др. | Бог-Троица                                                                                    | Христианская философия, монотеизм                                             | I в. н. э.                                                         | Палестина, Ватикан                                |
| Ислам                           | Коран, Хадисы                                                              | Арабский                                                             | Аллах                                                                                         | Исламская философия, монотеизм                                                | 610 год                                                            | Хиджаз                                            |
| Джайнизм                        | Канон шветамбаров                                                          | Пракрит                                                              | Махавира                                                                                      | Философия джайнизма, отвержение Вед                                           | IX в. до н. э.                                                     | Индия                                             |
| Сикхизм                         | Гуру Грантх Сахиб                                                          | Панджаби                                                             | Вахегуру, Гуру Нанак                                                                          | Философия сикхизма, синтез Вед и ислама                                       | 1469 год                                                           | Пенджаб (Индия)                                   |
| Буддизм                         | Трипитака                                                                  | Пали                                                                 |                                                                                               | Буддийская философия, нирвана, карма, реинкарнация, вегетарианство (ахимса)   | VI в. до н. э.                                                     | Индия, Китай, Индокитай                           |
| Синтоизм                        | Кодзики, Нихон сёки                                                        | Японский                                                             | Аматэрасу                                                                                     | Японская философия                                                            |                                                                    | Япония                                            |
| Даосизм                         | Дао дэ цзин                                                                | Китайский                                                            | Изначальный небесный владыка, Лао-цзы                                                         | Философия Даосизма, дуализм (Инь-Янь)                                         | IV в. до н. э.                                                     | Китай                                             |
| Конфуцианство                   | У-Цзин                                                                     | Китайский                                                            | Конфуций                                                                                      | Китайская философия                                                           | VI в. до н. э.                                                     | Китай                                             |
| Шумеро-аккадская религия        | «Энки и Нинмах», Энума элиш, Эпос о Гильгамеше                             | Аккадский язык, Шумерский язык                                       | Анум (отец богов), Энлиль (бог воздуха), Энки (сотворил людей из глины), Зиусудра, Ашшур      |                                                                               | IV тыс. до н. э.                                                   | Месопотамия                                       |
| Западносемитская религия        | Цикл Баала, Легенда о Керете, Поэма о Акхите                               | Угаритский язык, Семитские языки                                     | Илу (отец богов и людей), Баал, Йаву, Сим                                                     |                                                                               | IV тыс. до н. э.                                                   | Левант                                            |
| Арабское язычество              |                                                                            | Протоарабский язык                                                   | Аллат, Душара, Вадд, Аарра, Ягус                                                              |                                                                               | I тыс. до н. э.                                                    | Аравийский полуостров                             |
| Праиндоиранская религия         | Ригведа, Авеста                                                            | Авестийский, Санскрит                                                | Агни, Митра, Анахита                                                                          | Одновременное поклонение ведическим и др. богам                               |                                                                    | Индия, Иран                                       |
| Праиндоевропейская религия      |                                                                            | Праиндоевропейский язык                                              | *Dyḗus Pḥatḗr                                                                                 | Общие индоевропейские боги                                                    | Более 6000 лет назад                                               | Индоевропа                                        |
| Ведийская религия               | Веды                                                                       | Санскрит                                                             | 33 млн. "полу"-богов, Брахман                                                                 |                                                                               | См. индуизм, следующую стадию развития ведизма и брахманизма       | Пакистан, Индия                                   |
| Древнеегипетская религия        | Древнеегипетская Книга мёртвых                                             | Египетский язык                                                      | Ра (бог солнца)                                                                               | Древнеегипетская философия, политеизм                                         | IV тыс. до н. э.                                                   | Древний Египет                                    |
| Славя́нское язы́чество            | Не сохранились; имеет значение более поздний эпос, "Слово о полку Игореве" | Старославянский язык                                                 | Дажьбог, Перун, Велес, Мокошь; Святовит, Ругевит, Жива, Прове и др.                           |                                                                               | VI в. н.э. (первое описание верований сделал Прокопий Кесарийский) | Славянские страны, Восточная и Центральная Европа |
| Рели́гия Дре́вней Гре́ции          | Теогония, тексты Гомера                                                    | Греческий язык, Микенский язык                                       | Зевс, Титаны, Олимпийские боги, Хаос                                                          | Древнегреческая философия, политеизм                                          | II тыс. до н. э.                                                   | Греция                                            |
| Древнеримская религия           | Энеида                                                                     | Латинский                                                            | Совет богов, Марс, Юпитер                                                                     | Философия Древнего Рима, политеизм                                            | VIII в. до н. э.                                                   | Рим                                               |
| Религия Карфагена               | Марсельский жертвенный тариф, тексты Санхуниатона                          | Финикийский, Пунический                                              | Танит, Баал-Хаммон и др.                                                                      | Финикийская философия, политеизм                                              | IX в. до н. э.                                                     | Карфаген                                          |
| Кельтская Рели́гия               | Уладский цикл, Мабиногион и т.д.                                           | Ирландский язык, валлийский язык                                     | Дагда (бог), Луг, Таранис, Езус, Цернунн                                                      | Друидизм                                                                      | I половина I тыс. до н.э.                                          | Западная Европа, Центральная Европа               |
| Германо-скандинавская мифология | Старшая Эдда, Младшая Эдда, Круг Земной                                    | Древнескандинавский язык                                             | Один, Фрейр, Асы, Ваны                                                                        | Асатру и др.                                                                  | V в. до н. э.                                                      | Древняя Германия, Скандинавия                     |
| Фракийская мифология            |                                                                            | Фракийский язык, Дакский язык                                        | Фракийский всадник Герос, Сабазий                                                             |                                                                               | II в. до н. э.                                                     | Балканы, Причерноморье                            |
| Религия майя                    | Пополь-Вух и т.д.                                                          | Майяские языки                                                       | Кукулькан                                                                                     |                                                                               | около 2000 г. до н. э.                                             | Мезоамерика                                       |
| Тенгрианство                    |                                                                            | Тюркские языки, Монгольские языки                                    | Тенгри                                                                                        | Генотеизм, шаманизм                                                           | III в. до н.э                                                      | Великая Степь                                     |
| Карело-финская мифология        | Калевала                                                                   | Финский язык, Карельский язык                                        | Укко, Юмала                                                                                   |                                                                               |                                                                    | Финляндия, Карелия                                |
| Вайнахская религия              |                                                                            | Вайнахские языки                                                     | Дела, Села, Гела                                                                              |                                                                               | VII в. до н. э.                                                    | Кавказ                                            |
| Австралийская религия           |                                                                            |                                                                      |                                                                                               |                                                                               |                                                                    | Австралия                                         |
| Армянская религия               |                                                                            | Древнеармянский язык                                                 | Арамазд                                                                                       |                                                                               |                                                                    | Армянское нагорье                                 |
| Скифская религия                |                                                                            | Скифо-сарматские языки                                               | Табити                                                                                        |                                                                               | I тыс. до н. э.                                                    | Северное Причерноморье                            |
| Аар Айыы                        | Олонхо                                                                     | Якутский язык                                                        | Юрюнг Айыы Тойон, Джёсёге́й Тойо́н, Сюгэ Тойон, Айыысыт, Иэйиэхсит                              | Политеизм, шаманизм, анимизм                                                  | XVII в. н. э.                                                      | Якутия                                            |
| Гиндукушская религия            |                                                                            | Нуристанские языки, Дардские языки                                   | Имра, Манди, Дезау                                                                            |                                                                               |                                                                    | Памир                                             |
| Хеттская религия                |                                                                            | Хеттский язык                                                        | 1000 хеттских богов                                                                           |                                                                               |                                                                    | Анатолия                                          |
| Балтийская религия              | Дайны, Лачплесис                                                           | Балтийские языки                                                     | Диевас, Перкунас, Земес-мате                                                                  |                                                                               |                                                                    | Прибалтика                                        |
| Ацтекская религия               |                                                                            | Науатль                                                              | Айаутеотль, Уицилопочтли, Мештли, Кетцалькоатль, Тонатиу, Атлауа, Ээкатль, Тескатлипока и др. | XIII-XIV вв.                                                                  |                                                                    | Ацтекская империя                                 |